# Stochastisch proces
Een stochastisch proces is een opeenvolging van toevallige uitkomsten. In tegenstelling tot een deterministisch proces zijn de uitkomsten niet van tevoren bekend. Het stochastische proces wordt beschreven door een rij toevalstoestanden en hun bijbehorende simultane kansverdeling. 
De uitkomsten van een stochastisch proces worden ook wel de toestanden van het proces genoemd. De toestand van het proces in het punt (op het tijdstip) {\displaystyle t} kan dan worden voorgesteld door de stochastische variabele {\displaystyle X_{t}} of {\displaystyle X(t)} (niet noodzakelijk reëelwaardig). Daarin doorloopt {\displaystyle t} een tijdsinterval, een ruimtelijke of eventueel een andere verzameling.
Voorbeelden zijn toevalsbewegingen, de brownse beweging en wachtrijen in de wachtrijtheorie. Verder worden schommelingen van de beurs en wisselkoersen soms gemodelleerd als stochastisch proces. Voorbeelden met een ruimtelijk domein zijn statische beelden, willekeurige topografieën (landschappen) en variaties in de samenstelling van niet-homogene materialen.

## Definitie
Een stochastisch proces is een collectie {\displaystyle \{X_{t}\mid t\in T\}} van stochastische variabelen (niet noodzakelijk reëelwaardig, zie onder), waarin {\displaystyle T} een willekeurige verzameling is.
In elementaire toepassingen modelleert de indexverzameling {\displaystyle T} de tijd. Als we de tijd ervaren als een continue grootheid, dan kan {\displaystyle T} bijvoorbeeld de verzameling der reële getallen of de verzameling der niet-negatieve reële getallen zijn. Als de tijd een discrete grootheid is, dan is {\displaystyle T} de verzameling der gehele of natuurlijke getallen.
De verschillende stochastische variabelen {\displaystyle X_{t}} worden verondersteld te vertrekken in eenzelfde uitkomstenruimte {\displaystyle \Omega }.
De meetbaarheid van de variabelen wordt meestal axiomatisch of zelfs impliciet aangenomen: men rust de uitkomstenruimte gewoon uit met een sigma-algebra die minstens de door de verschillende {\displaystyle X_{t}} voortgebrachte sigma-algebra's omvat.
Puur formeel hoeft er tussen de {\displaystyle X_{t}}'s geen onderling verband te bestaan, maar de theorie wordt natuurlijk interessanter als dat wel het geval is.
Een stochastisch proces is stationair als een tijdverschuiving niet uitmaakt voor de simultane kansverdeling.
Als het belang heeft, verschillende processen over eenzelfde tijdstippenverzameling {\displaystyle T} met elkaar te vergelijken, dan is het soms handig dat de kennis van de waarnemer tot en met het tijdstip {\displaystyle t} apart gemodelleerd wordt door een sigma-algebra {\displaystyle {\mathcal {A}}_{t}}. De veronderstelling is dan dat {\displaystyle {\mathcal {A}}_{s}\subset {\mathcal {A}}_{t}} als {\displaystyle s<t} (er bestaan nog algemenere formuleringen als de tijdstippenverzameling niet van een orderelatie voorzien is). In ieder geval wordt verondersteld dat {\displaystyle X_{t}} meetbaar is ten opzichte van {\displaystyle {\mathcal {A}}_{t}}.

## Voorbeelden
Uitgaande van de definitie is het gemakkelijk, pathologische voorbeelden te construeren. De volgende voorbeelden zijn niet-triviaal.

### Stochastische wandeling
De stochastische wandeling modelleert de uitkomsten van het opgooien van een eerlijk muntstuk (50% kans kop, 50% kans munt), een oneindig aantal keren onafhankelijk van elkaar.
Zij {\displaystyle T=\mathbb {N} } de verzameling der natuurlijke getallen.
Zij {\displaystyle \Omega =\{0,1\}^{\mathbb {N} }}, het oneindig cartesisch product met zichzelf van een verzameling van twee elementen. Anders gezegd: de verzameling der oneindige rijen van nullen en enen. We spreken af dat het getal 0 de uitkomst 'kop' en het getal 1 de uitkomst 'munt' modelleert.
Voor gegeven {\displaystyle t\in \mathbb {N} }, zij
{\displaystyle X_{t}:\Omega \to \{0,1\}:(x_{0},x_{1},x_{2},\ldots ,x_{n},\ldots )\mapsto x_{t}}
de projectie-afbeelding op de {\displaystyle t}-de component van het cartesisch product.
Zij {\displaystyle {\mathcal {A}}} de kleinste sigma-algebra op {\displaystyle \Omega } die alle {\displaystyle X_{t}} meetbaar maakt. Deze wordt voortgebracht door verzamelingen van de vorm
{\displaystyle X_{t}^{-1}(0),\ t\in \mathbb {N} }
Er bestaat een unieke kansmaat {\displaystyle P} op de meetbare ruimte {\displaystyle (\Omega ,{\mathcal {A}})} die aan elk van deze verzamelingen kans 0,5 toekent, en waarvoor de variabelen {\displaystyle X_{t}} allemaal onderling onafhankelijk zijn.

### Brownse beweging
De brownse beweging of het Wienerproces is een stochastisch proces met vele bijzondere eigenschappen. Het is in zekere zin de tegenhanger van de stochastische wandeling voor een continue tijdsparameter, dat wil zeggen {\displaystyle T=\mathbb {R} ^{+}}

## Verwante begrippen
Inkomtijd: de grootste ondergrens van de verzameling tijdstippen {\displaystyle t} waarvoor {\displaystyle X_{t}} tot een gegeven verzameling reële getallen behoort. In het algemeen hangt de inkomtijd van een verzameling af van de uitkomstparameter {\displaystyle \omega \in \Omega }, en er zijn veronderstellingen nodig om te bewijzen dat de inkomtijd meetbaar (en dus een stochastische variabele) is. Analoog begrip: uitgangstijd.
Stoptijd: een afbeelding {\displaystyle S:\Omega \to T} (een toevallig tijdstip) met de eigenschap dat voor elk vast tijdstip {\displaystyle t} afzonderlijk, de  kennis van het proces tot en met tijdstip {\displaystyle t} voldoende informatie geeft om te weten of het toevallige tijdstip {\displaystyle S} al bereikt is.

## Bijzondere soorten processen
Martingaal: een stochastisch proces waarvan de voorwaardelijke verwachting van de toekomst ten opzichte van het heden, gelijk is aan het heden. Verwante begrippen ondermartingaal en bovenmartingaal.
Markovproces: een stochastisch proces waarvan de voorwaardelijke verwachting van de toekomst ten opzichte van het heden, gelijk is aan de voorwaardelijke verwachting van de toekomst ten opzichte van het heden en zijn hele voorgeschiedenis. Dit modelleert een systeem zonder extern geheugen, dat wil zeggen waarvan de toekomstkansen volledig kunnen worden ingeschat door meting van de huidige toestand.

## Uitgebreide definitie
Vaak wordt toegelaten dat de stochastische veranderlijken {\displaystyle X_{t}} niet noodzakelijk reëelwaardig zijn, maar waarden aannemen in een algemenere meetbare ruimte {\displaystyle (E,{\mathcal {E}})} - bijvoorbeeld de {\displaystyle n}-dimensionale Euclidische ruimte {\displaystyle \mathbb {R} ^{n}}. Met name bij de studie van Markovprocessen kan het nuttig zijn, enige structuur toe te kennen aan het inwendig geheugen (de "toestand") van het proces.
Puur formeel is een stochastisch proces dan een geordend viertal
{\displaystyle \left((\Omega ,{\mathcal {A}},P),({\mathcal {A}}_{t}|t\in T),(X_{t}|t\in T),(E,{\mathcal {E}})\right)}
dat bestaat uit, achtereenvolgens:
- een kansruimte;
- een stijgende familie deel-sigma-algebra's;
- een familie stochastische variabelen;
- een meetbare ruimte die als toestandsruimte fungeert.

## Duale interpretatie
De uitdrukking {\displaystyle X_{t}(\omega )} hangt af van twee parameters: het tijdstip {\displaystyle t} en het toeval {\displaystyle \omega }. We kunnen een stochastisch proces dus naar wens op twee verschillende manieren interpreteren:
1. als een familie stochastische variabelen, geïndexeerd door tijdstippen;
2. als een toevallig gekozen functie van de tijd.

De tweede interpretatie geeft aanleiding tot verdere classificaties van stochastische processen, door te eisen dat de functie bijna zeker over bepaalde eigenschappen beschikt. Bijvoorbeeld:
- als {\displaystyle E} voorzien is van een totale orderelatie, kunnen we nagaan of het proces bijna zeker stijgend is;
- als {\displaystyle E} een topologische ruimte is (en de verzameling tijdstippen niet discreet), dan heeft het zin zich af te vragen of het proces bijna zeker continu is.